# Rui do Carmo
Rui Guilherme Lima do Carmo (Belém do Pará, 23 de Março de 1958) é um escritor, compositor e produtor cultural paraense, fundador do Movimento Cultural Extremo Norte (atualmente Instituto - ICEN) e da Romaria Poética.
Cursou o terceiro grau na União de Escolas Superiores do Estado do Pará (Unespa, atual UNAMA), formando-se assim em administração de empresas. Pós-graduou-se em Gestão Estratégica de Marketing pela Fundação Getúlio Vargas e escreveu vários trabalhos técnicos na área. 
Segundo o próprio autor, ele já escrevia há muito tempo, mas nunca pensara em publicar até o dia em que emprestou um disquete uma amiga. Ela precisava de um arquivo para uma apresentação no trabalho e ele gravou em um disquete já usado e entregou a ela. Alguns dias mais tarde, ela disse que adorou os poemas e o incentivou a trazer a público sua já numerosa produção. 

## Produção

### O Canto do Curumim (2003)
Publicado em 2003, este livro, constituído de 53 poemas distribuídos ao longo de 77 páginas prefaciadas por Waldinett Torres, foi possível devido ao apoio da Lei Semear e ao patrocínio da "Fundação Tancredo Neves" e da "Rede Y. Yamada", empresa na qual Rui trabalhou por muitos anos. 
Em sua coletânea inicial, o poeta utiliza predominantemente uma linguagem simples aliada a regionalismos e falares caboclos, na maior parte dos poemas, para cantar as belezas da Amazônia paraense, sobretudo do interior do estado. Percebe-se uma relação de simbiose entre o homem e a natureza já anunciada pela foto de capa.
De estilo bastante diferente, há alguns poemas que fazem referências à mitologia Grega, como Uróboro, ou escolhas vocabulares rebuscadas, como Epitalâmio e Tu, nos quais o homem mais escolarizado também se deixa entrever. 
Neste livro também se encontram poemas mais intimistas, onde o eu-lírico fala docemente sobre a relação com a mãe, expressa saudades da mulher amada que está distante e da infância dos filhos que já cresceram, como em Minha Pititinha, Pequeno Sonhador e o epistolar Por Amor. 
Em alguns momentos, chega a avizinhar-se ao espírito barroco, pois ora se mostra extremamente religioso, como em Prece e Doar, Verbo Doar, e ora entrega-se à sensualidade e ao erotismo como em Aruanã e o Lundu.
Além disso, o artista engajado que se revelará em obras posteriores já se insinua aqui em poemas de temática ecológica, como em Queimada, e de temática mais social, como História em Contramão e Isolamento.

### Anjo Marajoara (2004)

Em seu segundo livro, desta vez uma autopublicação de 2004 financiada com a ajuda dos amigos, o autor apresenta 47 poemas novos distribuídos em 102 páginas prefaciadas por Ana Amélia de Araújo Maciel. 
Novamente, está presente a simbiose homem-natureza amazônica com o eu-lírico frequentemente assumindo a identidade de um ribeirinho ou de um indígena tentando defender sua terra natal de ameaças trazidas por agentes externos, como em Povo do Norte, Arari e Jumas. As lendas regionais também se fazem presentes em poemas como Vitória Régia e Vênus.    
A experiência urbana também se faz presente em imagens saudosistas da cidade de Belém, sobretudo do bairro do Jurunas,onde vive o escritor, como em A Rua que Vejo, Moleque de Rua e Estivas do Passado.    
O eu-lírico amoroso, à semelhança do que ocorre no livro anterior, toma a lua por principal confidente em poemas como Doce Saudade, Desejos e Estrela Cadente.   

### Lurdinha (2005)

Inspirado em fatos, este é primeiro e único romance escrito por Rui do Carmo até o momento. As 140 páginas desta narrativa linear escrita em terceira pessoa convidam o leitor a acompanhar a vida da personagem-título. O narrador começa apresentando Lurdinha, uma garota de 14 anos habitante de um vilarejo em Barcarena (PA)no ano de 1950 que sonhava estudar e se tornar professora. Ela recebe a proposta do comandante Salim para viajar a Belém, onde trabalhará nos afazeres domésticos em sua residência e onde também poderá estudar. Os pais de Lurdinha consentem e ela parte para a capital do estado, rapidamente criando um vínculo de amizade com a esposa do comandante. Tudo corre conforme o planejado até que a jovem retorna à casa paterna para férias de verão e conhece Oswaldo. A partir de então, muitas são as reviravoltas que ocorrerem em sua vida até os 75 anos. 
A narrativa demonstra um grande trabalho de pesquisa histórica ao mencionar produtos e empresas há muito extintos. Percebe-se também uma idealização do ribeirinho e da vida no interior em trechos como  
"Esta relação com a natureza faz do caboclo amazônico um sujeito sem grandes preocupação e não se ouve falar em pai que por algum fútil motivo, bater em um filho, quebrou a casa ou surrou a mulher, coisas de cidade grande" (p. 29). 

### Versos Pobres, Versos Pretos (2006)
Em seu quarto livro, Rui do Carmo retorna ao gênero lírico com 63 poemas nos quais predomina um forte apelo social, como já sugerido pelo título. A tônica deste livro é a desigualdade entre as classes sociais, a exploração do pobre pelo rico e a discriminação baseada na cor da pele. 
A crítica aos donos do poder de fato aparece logo no quarto poema ("Desapropriação") e aos detentores do poder de direito logo no sétimo ("Anti-herói"). Já na sequencia de poemas "Este povo é feliz", "Marketeiro" e "Louco", observa-se um questionamento acerca dos valores humanos na atual sociedade de consumo. Este tema é retomado no inspirado "Senzala", onde se lê [...]Tenho um barro na invasão
Um fogão, uma cama e uma televisão
Onde vejo o mundo e conheço o Brasil, 
Por isso, sou livre.
Vendo todos os anos minhas férias
Para pagar dívidas contraídas
Mas sou livre!
Não vejo o sol nem sinto a chuva
Mas sou livre!
Nem ouço o canto dos pássaros
Mas sou livre!
[...]